# Región frontal
La región frontal (regio frontalis) es la región que corresponde a la frente del rostro humano , de forma más o menos rectangular, se dispone sobre las regiones orbitarias y nasal, continuándose hacia dorsal con la región epicraneal y hacia lateral con la región temporal

## Límites
- Superior: Triquion [punto nacimiento del pelo]
- Lateral: Línea temporal superior que limita la región temporal.
- Inferior: Margen infraorbitario.

## Planos
1° Plano: Piel
Es una piel gruesa, más gruesa que en las regiones anteriores, rica en glándulas sebáceas y sudoríparas sobre todo. Piel lampiña, flexible debido a la implantación En esta zona del músculo frontal, forma bastantes arrugas.
Entre la piel y el músculo hay un gran trabeculado fibroso
2° Plano: Vascularización, Retorno venoso e innervación
- Arteria y nervio: suoraorbitario, supratroclear en la zona más medial
- Arterias de la arteria temporal superficial, y ramos del nervio auriculotemporal por lateral

3° Plano: Músculo
- M. ocipitofrontal

- Plano: Óseo
- Eminencias frontales
- Arco supraorbitario.

## Contenido
La piel que cubre la zona frontal es gruesa, adherida a los planos profundos, con poco panículo adiposo. Por esta zona lateral de esta región se distribuyen ramas de la arteria supraorbitaria (originada desde la arteria oftálmica) y ramos del nervio supraorbitario (V1). Hacia medial se distribuyen ramitos del nervio y de la arteria supratroclear (ramos de V1 y ramas de la arteria oftálmica respectivamente). En el extremo lateral de la región aparecen ramas de la arteria temporal superficial (carótida externa) y ramos del nervio aurículo temporal (V.3). Los linfáticos de la región frontal se dirigen hacia los nodos parotídeos. El plano muscular está formado por el vientre frontal del músculo occipito-frontal, inervado por el ramo temporal del nervio facial. Este músculo es responsable de elevar las cejas y la piel de la región. 